# 武田信之
武田信之(天文12年（1543年）－天文22年（1553年）？)戰國大名武田信玄與正室三條夫人所生之三子，通稱西保三郎，十歲夭折。
長兄義信長其5歲，次兄信親長其2歲，而異母弟諏訪勝賴則小其3歲。